# Commissario europeo per l'agenda digitale
Il commissario europeo per l'agenda digitale è un membro della Commissione europea. Attualmente la competenza su questo portafoglio è attribuita alla finlandese Henna Virkkunen, vicepresidente esecutiva per la sovranità tecnologica, la sicurezza e la democrazia.

## Competenze
Il commissario per l'agenda digitale si occupa dei mezzi di comunicazione e dell'informazione.
Al commissario fa capo la Direzione generale per la società dell'informazione e i mezzi di comunicazione, attualmente diretta dal britannico Paul Robert Madelin.

## Elenco
|    | Commissario         | Paese                | Periodo        | Commissione                                                   | Incarico |
| -- | ------------------- | -------------------- | -------------- | ------------------------------------------------------------- | --- |
| 1  | Lorenzo Natali      | Italia               | 1981–1985      | Commissione Thorn                                             | Politiche mediterranee, Allargamento e Informazione                                                                               |
| 2  | Karl-Heinz Narjes   | Germania Ovest       | 1985–1989      | Commissione Delors I                                          | Industria, Tecnologia dell'Informazione e Scienza e Ricerca                                                                       |
| 3  | Jean Dondelinger    | Lussemburgo          | 1989–1993      | Commissione Delors II                                         | Settore Audiovisivo, Informazione e Comunicazione e Affari Culturali                                                              |
| 4  | Martin Bangemann    | Germania             | 1993–1999      | Commissione Delors III Commissione Santer e Commissione Marín | Affari Industriali e Tecnologia dell'Informazione e delle Telecomunicazioni Imprese e società dell'informazione                   |
| 5  | Erkki Liikanen      | Finlandia            | 1999–2004      | Commissione Prodi                                             | Imprese e società dell'informazione                                                                                               |
| 6  | Olli Rehn Ján Figeľ | Finlandia Slovacchia | 2004           | Commissione Prodi                                             | Imprese e società dell'informazione                                                                                               |
| 7  | Viviane Reding      | Lussemburgo          | 2004–2010      | Commissione Barroso I                                         | Società dell'informazione e mezzi di comunicazione                                                                                |
| 8  | Neelie Kroes        | Paesi Bassi          | 2010–2014      | Commissione Barroso II                                        | Agenda digitale |
| 9  | Andrus Ansip        | Estonia              | 2014–2019      | Commissione Juncker                                           | Mercato unico digitale Economia e società digitali (gennaio-luglio 2017)                                                          |
| 9  | Günther Oettinger   | Germania             | 2014–2016      | Commissione Juncker                                           | Economia e società digitali |
| 10 | Marija Gabriel      | Bulgaria             | 2017–2019      | Commissione Juncker                                           | Economia e società digitali |
| 10 | Maroš Šefčovič      | Slovacchia           | 2019           | Commissione Juncker                                           | Mercato unico digitale (ad interim da luglio 2019)                                                                                |
| 11 | Margrethe Vestager  | Danimarca            | 2019–2024      | Commissione von der Leyen I                                   | Agenda digitale |
| 12 | Henna Virkkunen     | Finlandia            | 2024–in carica | Commissione von der Leyen II                                  | Sovranità tecnologica, sicurezza e democrazia (Vicepresidente esecutiva) Tecnologie digitali e di Frontiera (Commissaria europea) |